# Hidas-Bonyhád–Bonyhád-vasútvonal
A MÁV 51. számú Hidas-Bonyhád–Bonyhád-vasútvonala egy egyvágányú, nem villamosított, hosszú időn keresztül kizárólag teherforgalmú nagyvasúti szárnyvonal Tolna vármegyében.

## Jellemzői

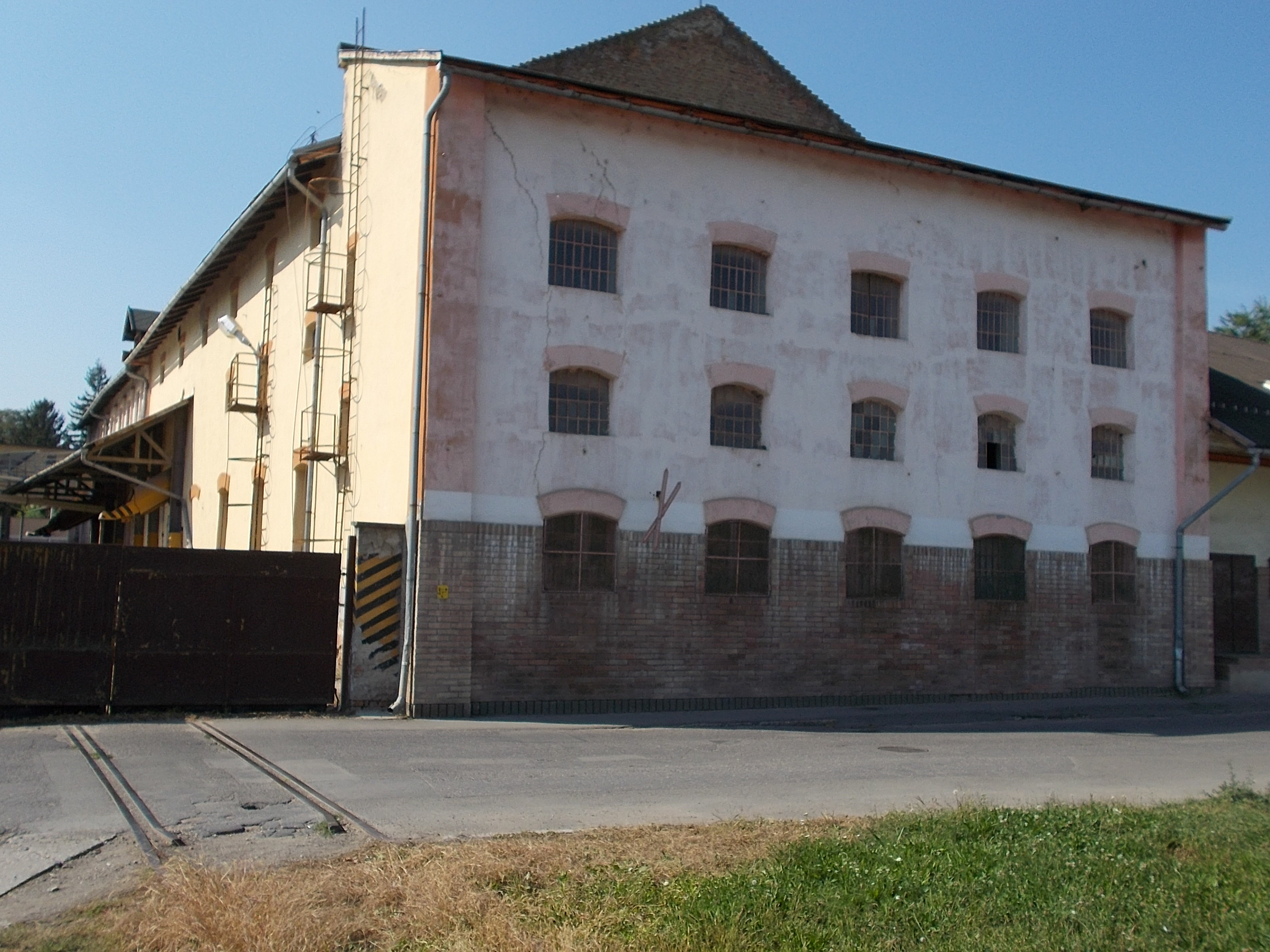
A Bonyhádi Hengermalomhoz vezető iparvágány a malom felőli oldalon

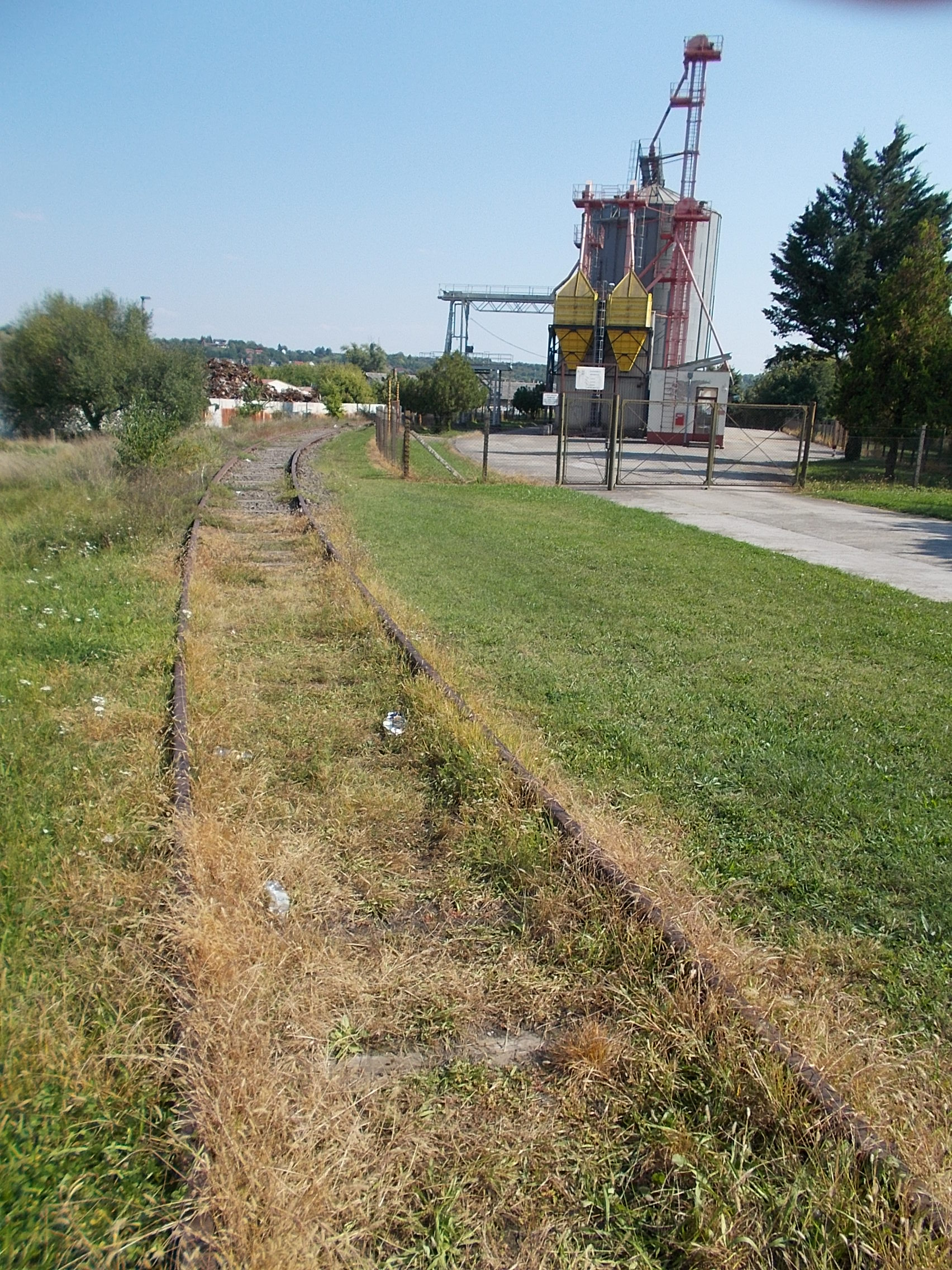
A Bonyhádi Hengermalomhoz vezető iparvágány az állomás felőli oldalon

A rövid, mintegy 3 km hosszú vasútvonal 1918 és 1922 között épült. Kezdettől fogva teherforgalomra szánták, bár 1950 és 1960 között, 10 évig engedélyezték rajta a személyforgalmat is.
Hidas-Bonyhád vasútállomásnál ágazik ki északi irányba kanyarodva a Dombóvár–Bátaszék-vasútvonalból. Lakatlan területen halad, településeket nem érint, végpontja Bonyhád déli része, a Sport utca menti terület, Bonyhád vasútállomás.
3 iparvágány-kiágazással rendelkezik, mindhárom Bonyhádon belül található:
- a KITE Zrt. telephelyére vezető iparvágány;[forrás?]
- a mellette lévő, gabonasilós telephelyre vezető iparvágány;[forrás?]
- a Bonyhádi Hengermalomhoz vezető iparvágány[forrás?] – ez a vágány keresztezte a Mikes utcát, melyből 2011 után kibontották a síneket.

A vonal napjainkban kizárólag teherforgalmú.